# Werner Plath
Werner Plath (1918-1945) fue un deportista alemán que compitió en natación, especialista en el estilo libre. Ganó dos medallas en el Campeonato Europeo de Natación de 1938.

## Palmarés internacional
| Campeonato Europeo | Campeonato Europeo    | Campeonato Europeo | Campeonato Europeo |
| Año                | Lugar                 | Medalla            | Prueba             |
| ------------------ | --------------------- | ------------------ | ------------------ |
| 1938               | Londres (Reino Unido) | Medalla de oro     | 4 × 200 m libre    |
| 1938               | Londres (Reino Unido) | Medalla de plata   | 400 m libre        |